# Betty Makoni
Betty Makoni, född 1971, är en förkämpe för flickors rättigheter från Zimbabwe som 2007 tilldelades både Jordens barns pris och Jordens kompisars pris från WCPRC. Hon arbetar inom organisationen Girl Child Network som bland annat driver tre säkra byar för flickor samt organiserar unga flickor i klubbar.